# Spindasis icter
Spindasis icter är en fjärilsart som beskrevs av William Chapman Hewitson. Spindasis icter ingår i släktet Spindasis och familjen juvelvingar. Inga underarter finns listade i Catalogue of Life.